# イボンヌ・ブレイク
イボンヌ・ブレイク（英語: Yvonne Blake、1940年4月17日- 2018年7月17日）は、イギリス・マンチェスター出身の衣裳デザイナー。イギリスとスペインの二重国籍である。

## 経歴
1940年にイギリスのマンチェスターに生まれ、マンチェスター芸術学校で学んだ。後年にはハフポストに対して、「24歳の時にアメリカ合衆国の映画で衣裳デザインを担当した際、著名な映画プロデューサーに強姦されたことがある」と語っている。
1971年にはフランクリン・J・シャフナー監督作『ニコライとアレクサンドラ』の衣裳デザインをアントニオ・カスティージョと共同で担当し、アカデミー賞では共同で衣裳デザインを受賞した。1975年にはリチャード・レスター監督作『四銃士』でもアカデミー賞衣裳デザイン賞にノミネートされたが、受賞は逃した。
スペインのゴヤ賞では衣裳デザインを4度受賞している。1988年にゴンサロ・スアレス監督作『幻の城 バイロンとシェリー』で初受賞し、1994年にはホセ・ルイス・ガルシ監督作『Cradle Song』で、2003年にはビセンテ・アランダ監督作『carmen.カルメン』で、2004年にはメアリー・マクガキアン監督作『サン・ルイ・レイの橋』で受賞した。
2012年にはスペイン映画国民賞を受賞したが、女優以外の女性では初めての受賞者だった。2014年にはヒホン国際映画祭で生涯功労賞を受賞した。2016年7月14日にスペイン映画芸術科学アカデミー(AACCE)のアントニオ・レシネス会長が辞任したことで、ブレイクが会長代理を務めた。9月15日には会長選挙が行われ、賛成193票、反対50票でブレイクが正式に会長に就任した。2018年1月3日には脳卒中で倒れてマドリードのラモン・カハル病院に緊急入院した。2月3日のゴヤ賞授賞式の主催を1か月後に控えての出来事であり、1月10日には集中治療室を出たことを発表したものの、会長の座を辞任することも発表した。同年7月17日、マドリードで78歳で死去。

## フィルモグラフィー
いずれも衣裳デザインを担当した。
- 1970 『最後の谷』 The Last Valley
- 1971 『ニコライとアレクサンドラ』 Nicholas and Alexandra
- 1973 『ジーザス・クライスト・スーパースター』 Jesus Christ Superstar
- 1973 『三銃士』 The Three Musketeers
- 1975 『四銃士』 The Four Musketeers
- 1976 『ロビンとマリアン』 Robin and Marian
- 1978 『スーパーマン』 Superman
- 1988 『幻の城 バイロンとシェリー（英語版）』 Rowing with the Wind
- 1991 『ロシアン・ルーレット』 Company Business
- 1996 『リチャードを探して』 Looking for Richard
- 1998 『奇蹟の輝き』 What Dreams May Come
- 2003 『carmen.カルメン（英語版）』 Carmen
- 2004 『サン・ルイ・レイの橋』 The Bridge of San Luis Rey
- 2006 『宮廷画家ゴヤは見た』 Goya's Ghosts

## 受賞・ノミネート
アカデミー賞
| 年   | 作品                         | 部門           | 結果       |
| ---- | ---------------------------- | -------------- | ---------- |
| 1971 | 『ニコライとアレクサンドラ』 | 衣裳デザイン賞 | 受賞       |
| 1975 | 『四銃士』                   | 衣裳デザイン賞 | ノミネート |

英国アカデミー賞
| 年   | 作品                                     | 部門           | 結果       |
| ---- | ---------------------------------------- | -------------- | ---------- |
| 1971 | 『ニコライとアレクサンドラ』             | 衣裳デザイン賞 | ノミネート |
| 1973 | 『ジーザス・クライスト・スーパースター』 | 衣裳デザイン賞 | ノミネート |
| 1974 | 『三銃士』                               | 衣裳デザイン賞 | ノミネート |
| 1975 | 『四銃士』                               | 衣裳デザイン賞 | ノミネート |

ゴヤ賞
| 年   | 作品                          | 部門           | 結果       |
| ---- | ----------------------------- | -------------- | ---------- |
| 1988 | 『幻の城 バイロンとシェリー』 | 衣裳デザイン賞 | 受賞       |
| 1991 | 『Don Juan in Hell』          | 衣裳デザイン賞 | ノミネート |
| 1992 | 『La reina anónima』          | 衣裳デザイン賞 | ノミネート |
| 1994 | 『Cradle Song』               | 衣裳デザイン賞 | 受賞       |
| 2003 | 『carmen.カルメン』           | 衣裳デザイン賞 | 受賞       |
| 2004 | 『サン・ルイ・レイの橋』      | 衣裳デザイン賞 | 受賞       |
| 2006 | 『宮廷画家ゴヤは見た』        | 衣裳デザイン賞 | ノミネート |